# Liste der osttimoresischen Botschafter in der Schweiz

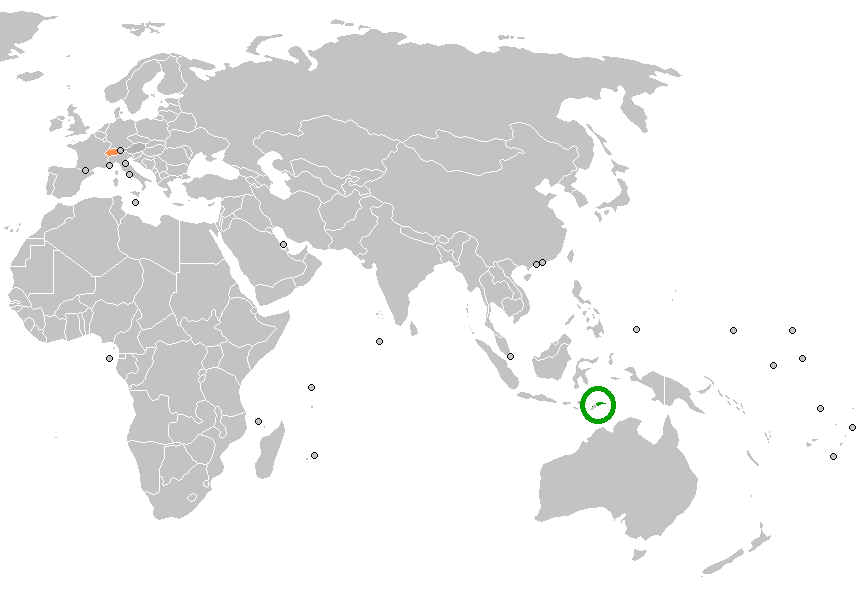
Osttimor (grün) und die Schweiz (orange)

Diese Liste führt die osttimoresischen Botschafter in der Schweiz auf.
Der Botschafter Osttimors in der Schweiz ist gleichzeitig Botschafter in Monaco und Ständiger Vertreter am Genfer Sitz der Vereinten Nationen. Die Botschaft befindet sich in der Rue Pestalozzi 7, 1202 Genf.

## Hintergrund
Mit einem Joint Communiqué wurden 2002 offiziell die diplomatischen Beziehungen zwischen der Schweiz und Osttimor aufgenommen. Bei der 57. Generalversammlung der Vereinten Nationen in New York wurde es von Außenminister José Ramos-Horta und Bundesrat Joseph Deiss unterzeichnet.

## Liste
| Name                 | Amtszeit  | Anmerkungen                                                    |
| -------------------- | --------- | -------------------------------------------------------------- |
| ?                    |           |                                                                |
| Joaquim da Fonseca   | 2009–2013 | Akkreditierung am 7. Mai 2009                                  |
| Marciano da Silva    | 2013–2019 |                                                                |
| Lurdes Maria Bessa   | 2021–2025 | Ernennung am 13. August 2021; Akkreditierung: 25. Oktober 2021 |
| António da Conceição | seit 2025 | Vereidigung am 12. Februar 2025                                |